# Кутузов Віталій Володимирович
Віталій Володимирович Кутузов (біл. Віталь Уладзіміравіч Кутузаў, нар. 20 березня 1980, Пінськ) — білоруський футболіст, нападник.
Насамперед відомий виступами за клуб БАТЕ, низку італійських клубів, а також національну збірну Білорусі.

## Клубна кар'єра
Народився 20 березня 1980 року в Пінську. Вихованець юнацьких команд МПКЦ та РУОР (Мінськ).
У дорослому футболі дебютував 1997 року виступами за БАТЕ, в якому провів чотири сезони, взявши участь у 99 матчах чемпіонату.  Більшість часу, проведеного у складі БАТЕ, був основним гравцем атакувальної ланки команди. У складі БАТЕ був одним з головних бомбардирів команди, маючи середню результативність на рівні 0,56 голу за гру першості.
2001 року уклав контракт з італійським «Міланом», до складу головної команди, втім, пробитися не зміг. Наступні два роки провів виступаючи на правах оренди за лісабонський «Спортінг» та за друголіговий італійський «Авелліно». 
2004 року перейшов до складу «Сампдорії», два роки потому перейшовши до «Парми». У складі цієї команди виходив на поле нерегулярно, сезон 2007/08 провів в оренді у «Пізі».
Останнім клубом Кутузова був італійський «Барі», кольори якого білорус захищав протягом 2009—2012 років.
У 2012 році Кутузов та низка інших гравців команди були звинувачені в участі у договірних матчах, внаслідок чого їх було дискваліфіковано від змагань. Зокрема, білорус отримав як покарання три роки без права виступів за будь-який професійний клуб. Після цього 32-річний гравець вирішив завершити кар'єру.

## Виступи за збірну
У період з 1999 по 2001 рік викликався до молодіжної збірної Білорусі, за яку зіграв 24 матчі та відзначився 9 голами.
2002 року дебютував в офіційних матчах у складі національної збірної Білорусі. Провів у формі головної команди країни 52 матчі, забивши 13 голів.

## Титули і досягнення
БАТЕ
- Чемпіон Білорусі (1): 1999

- Срібний призер чемпіонату Білорусі (2): 1998, 2000

- Бронзовий призер чемпіонату Білорусі (1): 2001

«Спортінг» (Лісабон)
- Володар Суперкубка Португалії (1): 2002

«Барі»
- Переможець Серії Б (1): 2009/10